# Bärplockare

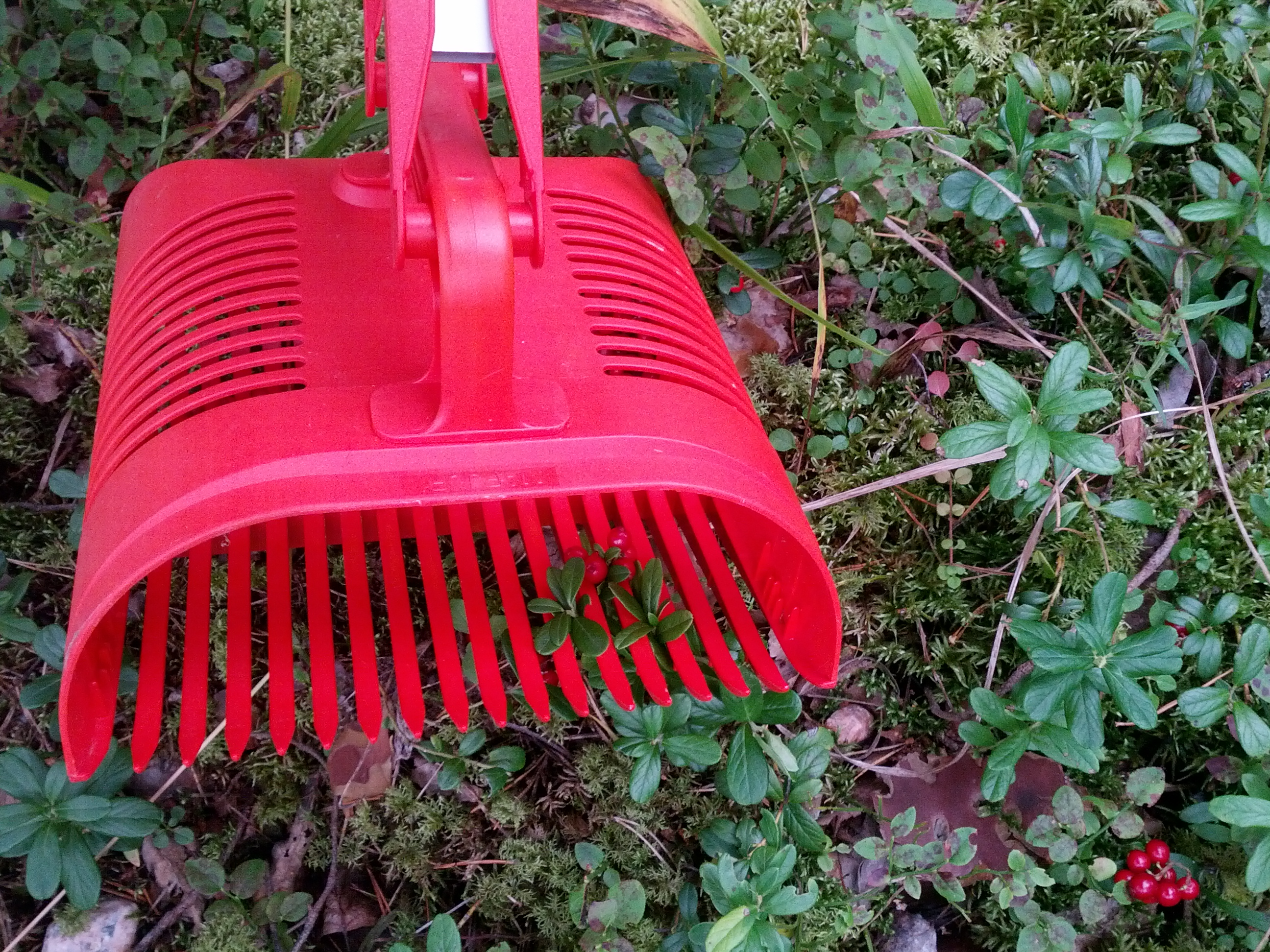
Lingonplockning med bärplockare.

 En bärplockare är ett redskap som används för att underlätta plockande av vilda bär, framför allt blåbär och lingon. Den första bärplockaren patenterades år 1888 av snickaren J.O. Andersson från Rossberga i södra Dalarna. År 1896 fick hemmansägare Carl Johan Weström i Färila patent på en bärplockare. År 1905 fick Erik Ring i Delsbo patent på en självrensande bärplockare.

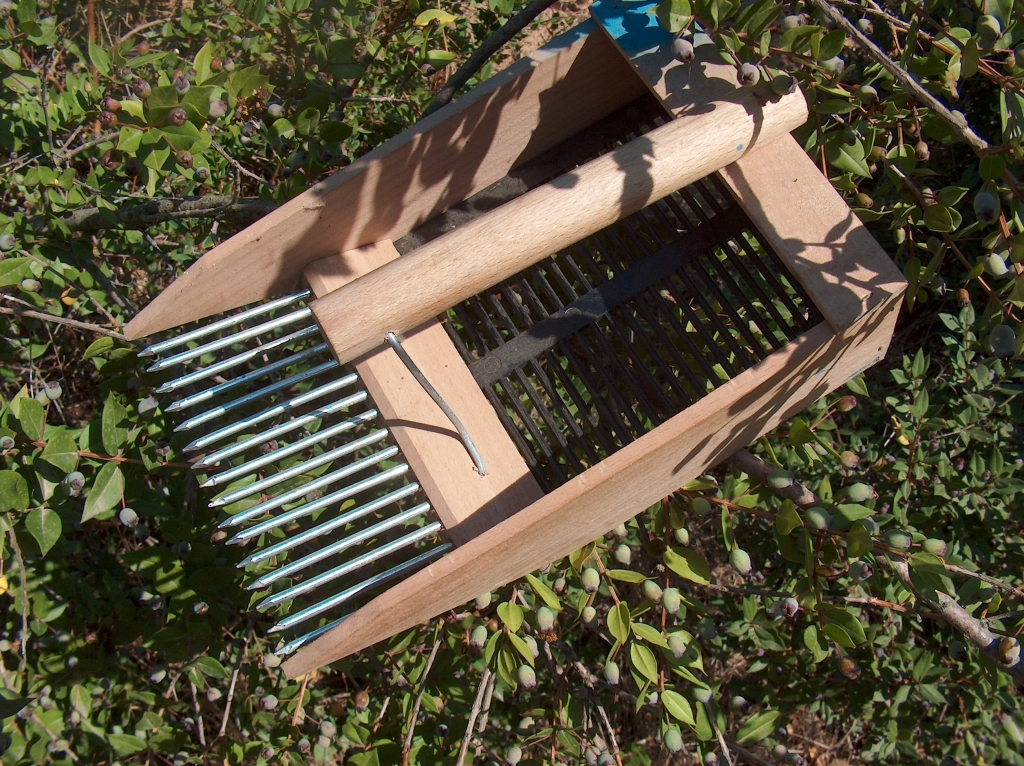
En bärplockare.

En annan modell av bärplockaren uppfanns 1909 av företaget J O Wennborg & Co i Habo.
När plockaren förs med kammen genom bärriset repas bären av och när plockaren vinklas uppåt rullar bären in i plockaren. Blad och skräp kan komma ut genom gallerbotten. Eftersom en del ris blir kvar i behållaren krävs mer rensning än när bären är handplockade.
Originalmodellen från J O Wennborg & Co består av en trälåda med metallkam undertill samt ett trähandtag på ovansidan. Det finns även andra modeller, bland annat av hårdplast. En modernare variant av bärplockaren har ett längre skaft istället för handtag så att den som använder den kan gå upprätt under plockningen. Det finns också hopfällbara bärplockare, tänkta att tas med till exempel på promenad med hunden eller vid fjällturen. Dessa bärplockare blir då mindre, väger runt 190 gram och kan bäras i bältet eller på ryggsäcken med en karbinhake. Liksom vanliga bärplockare har hopfällbara bärplockare en stor öppning, när den är utfälld, för att man ska kunna ta bort överflödigt skräp under tiden man går mellan tuvorna.